# Edvin Adolphson
Gustav Edvin Adolphson, född 25 februari 1893 i Furingstad i Östergötland, död 31 oktober 1979 i Stocksundstorp i Solna församling, var en svensk skådespelare och regissör.

## Biografi

### Karriär
Adolphson teaterdebuterade 1912 på Arbisteatern i hemstaden Norrköping. Han började turnera som skådespelare 1915 och kom till Stockholm 1918. Från 1920 spelade han på Intima teatern, men inledde detta år också på allvar sin filmkarriär, efter filmdebuten i Thomas Graals bästa barn (1918).
Efter att på turné med Harriet Bosse (1924) ha spelat Helmer i Ett dockhem och med Pauline Brunius (1926) Paul i Brinnande jord samt 1926–27 varit knuten till Lorensbergsteatern i Göteborg kom Adolphson 1927 till Oscarsteatern. Därifrån övergick han 1932 till Dramatiska teatern, som han i sin tur lämnade 1935 för att väsentligen ägna sig åt filmen. 
Särskilt under åren vid Oscarsteatern placerade han sig bland våra ledande karaktärsskådespelare. Hans kraftfulla scentemperament och skarpa profileringsförmåga gav honom stora framgångar, till exempel som Chanan i Dibbuk, Marius i Fanny och Carlos i Det svaga könet. 
Under denna tid hann han medverka i flera olika versioner av samma film, såsom i fallet med Körkarlen (1921), Körkarlen (1958) och Sången om den eldröda blomman (1934), Sången om den eldröda blomman (1956).  
År 1957 tilldelades han Teaterförbundets guldmedalj för "utomordentlig konstnärlig gärning". 
Under senare delen av sin karriär medverkade han i stora TV-produktioner, till exempel Markurells i Wadköping, Swedenhielms och Hemsöborna.

### Privatliv
Edvin Adolphson flyttade med sina föräldrar till Norrköping när han var några år gammal. Han var son till smeden och entreprenören Gustav Adolfsson (1872–1936) och Maria Adolfsson, född Ström (1874–1952).
Adolphson var gift första gången 1916–1926 med skådespelaren Margot Chergée (1894–1982), andra gången 1927–1932 med skådespelaren Harriet Bosse (1878–1961), tredje gången 1932–1950 med Mildred Mehle (1904–1987) och fjärde gången från 1952 till sin död med Ulla Balle-Jensen (1922–2020).
I sitt första äktenskap fick han dottern Anna-Greta Adolphson (1917–2010) och i sitt tredje äktenskap barnen Kari Thomée (född 1932), Olle Adolphson (1934–2004), Kristina Adolphson (född 1937) och Per B. Adolphson (född 1945). Alla barnen blev verksamma inom konstnärliga yrken, Anna-Greta som skådespelare, Kari som TV-producent, Olle kompositör och vissångare, Kristina även hon som skådespelare och Per som fotograf.
Med författaren Majken Cullborg, som han inte var gift med, fick han sonen Leo Cullborg (född 1946), skådespelare och regissör.
Edvin Adolphson jordfästes i Engelbrektskyrkan i Stockholm. Han är begraven på Solna kyrkogård.

## Filmografi (i urval)

### Roller
- 1918 – Thomas Graals bästa barn
- 1920 – Gyurkovicsarna
- 1920 – Mästerman
- 1921 – Körkarlen
- 1921 – En vildfågel
- 1921 – De landsflyktige
- 1922 – Vem dömer
- 1922 – Thomas Graals myndling
- 1922 – Kärlekens ögon
- 1922 – Det omringade huset
- 1923 – Anderssonskans Kalle på nya upptåg
- 1923 – Andersson, Pettersson och Lundström
- 1923 – Friaren från landsvägen
- 1924 – Där fyren blinkar
- 1924 – Sten Stensson Stéen från Eslöv
- 1925 – Karl XII
- 1925 – Flygande holländaren
- 1925 – Polis Paulus' påskasmäll
- 1926 – Till Österland
- 1926 – Fänrik Ståls sägner-del I
- 1926 – Fänrik Ståls sägner-del II
- 1926 – Hon, den enda
- 1926 – Bröllopet i Bränna
- 1927 – Förseglade läppar
- 1928 – Janssons frestelse
- 1928 – Gustaf Wasa del I
- 1928 – Gustaf Wasa del II
- 1929 – Hjärtats triumf
- 1929 – Säg det i toner
- 1930 – Vi två
- 1931 – Generalen
- 1931 – Brokiga Blad
- 1931 – Skepp ohoj!
- 1931 – Längtan till havet
- 1931 – Halvvägs till himlen
- 1932 – Tango
- 1932 – Modärna fruar
- 1932 – Kärlek och kassabrist
- 1933 – Kära släkten
- 1934 – Atlantäventyret
- 1934 – Sången om den eldröda blomman
- 1935 – Munkbrogreven
- 1936 – Bröllopsresan
- 1936 – På Solsidan
- 1936 – Johan Ulfstjerna
- 1937 – Ryska snuvan
- 1937 – John Ericsson - segraren vid Hampton Roads
- 1938 – Dollar
- 1939 – Gubben kommer
- 1939 – En enda natt
- 1939 – Efterlyst
- 1940 – Med dej i mina armar
- 1940 – Ett brott
- 1941 – En kvinna ombord
- 1941 – Fröken Kyrkråtta
- 1941 – Livet går vidare
- 1942 – Man glömmer ingenting
- 1942 – Lågor i dunklet
- 1942 – General von Döbeln
- 1942 – Djurgårdsmässan
- 1943 – Sjätte skottet
- 1943 – Hon trodde det var han
- 1944 – En dag skall gry
- 1945 – Maria på Kvarngården
- 1945 – Galgmannen
- 1945 – Mans kvinna
- 1945 – Kungliga patrasket
- 1946 – Begär
- 1946 – Åsa-Hanna
- 1947 – Folket i Simlångsdalen
- 1947 – Supé för två
- 1948 – Flottans kavaljerer
- 1948 – En svensk tiger
- 1949 – Singoalla
- 1950 – Frökens första barn
- 1950 – Kvartetten som sprängdes
- 1950 – Kastrullresan
- 1951 – Hon dansade en sommar
- 1951 – Dårskapens hus
- 1952 – En fästman i taget
- 1952 – Hård klang
- 1953 – Vägen till Klockrike
- 1953 – Vingslag i natten
- 1953 – Göingehövdingen
- 1955 – Älskling på vågen
- 1955 – Ute blåser sommarvind
- 1955 – Paradiset
- 1955 – Enhörningen
- 1955 – Giftas
- 1956 – Litet bo
- 1956 – Sceningång
- 1956 – Sången om den eldröda blomman
- 1956 – Pettersson i Annorlunda
- 1957 – Synnöve Solbakken
- 1958 – Laila
- 1958 – Körkarlen
- 1958 – Bock i örtagård
- 1959 – Djurgårdsmässan
- 1959 – Får jag låna din fru?
- 1960 – Goda vänner trogna grannar
- 1960 – Bröllopsdagen
- 1961 – Änglar, finns dom?
- 1961 – Pärlemor
- 1961 – Swedenhielms (TV-pjäs)
- 1963 – Sällskapslek
- 1963 – Prins Hatt under jorden
- 1964 – Bröllopsbesvär
- 1966 – Hemsöborna (TV-serie)
- 1968 – Markurells i Wadköping (TV-serie)

### Regi i urval
- 1923 – Grönköpings veckorevy
- 1929 – Säg det i toner
- 1930 – När rosorna slå ut
- 1931 – Brokiga Blad
- 1932 – Modärna fruar
- 1934 – Atlantäventyret
- 1935 – Flickornas Alfred
- 1946 – Begär

### Filmmanus
- 1930 – När rosorna slå ut
- 1932 – Modärna fruar
- 1935 – Flickornas Alfred
- 1946 – Begär

## Teater

### Roller (ej komplett)
| År   | Roll                   | Produktion                                                         | Regi                        | Teater                           |
| ---- | ---------------------- | ------------------------------------------------------------------ | --------------------------- | -------------------------------- |
| 1920 | Charlie                | Öga för öga John Galsworthy                                        | Einar Fröberg               | Intima teatern                   |
| 1920 | Volodja                | Professor Storitzyn Leonid Andrejev                                | Einar Fröberg               | Intima teatern                   |
| 1920 | Paul Rochez            | Fästningen faller Sacha Guitry                                     |                             | Intima teatern                   |
| 1920 | Hugo Jörgensen         | 2 X 2=5 Gustav Wied                                                |                             | Intima teatern                   |
| 1921 | Mannen                 | Nju Osip Dymov                                                     | Rune Carlsten               | Intima teatern                   |
| 1921 | Varenne                | Dygdens stig Robert de Flers och Gaston Arman de Caillavet         | Einar Fröberg               | Intima teatern                   |
| 1921 | Roger                  | En hustru för mycket Francis de Croisset                           | Einar Fröberg               | Intima teatern                   |
| 1921 | Arjuna                 | Chitra Rabindranath Tagore                                         | Einar Fröberg               | Intima teatern                   |
| 1922 |                        | Med pukor och trumpeter, revy Karl-Ewert                           |                             | Kristallsalongen                 |
| 1922 | Tom Kemp               | Mollusken Hubert Henry Davies                                      | Knut Nyblom                 | Vasateatern                      |
| 1923 |                        | Det stängda paradiset Maurice Hennequin och Romain Coolus          | Knut Nyblom                 | Vasateatern                      |
| 1923 | Philippe Carignan      | Andra bröllopsnatten Maurice Hennequin                             | Knut Nyblom                 | Vasateatern                      |
| 1923 | Greve Robbin           | Bläckplumpen Ernest Vajda                                          | Knut Nyblom                 | Vasateatern                      |
| 1923 | Alexandre de Lussac    | Hasard Alfred Savoir                                               | Knut Nyblom                 | Vasateatern                      |
| 1923 | Thorel                 | Jag är skyldig dig en hustru Yves Mirande och Henri Géroule        | Knut Nyblom                 | Vasateatern                      |
| 1923 |                        | Fruar på krigsstråt Georges Feydeau                                | Albert Ranft                | Vasateatern                      |
| 1924 |                        | Min sällskapsdam André Picard                                      | Knut Nyblom                 | Vasateatern                      |
| 1924 | Älskaren               | Kleptomani Ernst Pabst                                             |                             | Vasateatern                      |
| 1924 |                        | På hal is Franz Arnold och Ernst Bach                              | Knut Nyblom                 | Vasateatern                      |
| 1924 |                        | Krokodilen Karl Strecker                                           | Knut Nyblom                 | Vasateatern                      |
| 1924 | Bienassis              | Borgmästarinnan (La presidente) Maurice Hennequin och Pierre Veber | Albert Ranft                | Vasateatern                      |
| 1924 | Giacomo                | Trettio dagar Augustus Thomas                                      | Ragnar Widestedt            | Vasateatern                      |
| 1925 | Mr Dermott             | En sensation hos Mrs Beam Charles Kirkpatrick Munro                | Ernst Eklund                | Blancheteatern                   |
| 1927 |                        | Den första av herrarna Yves Mirande och André Mouézy-Éon           | Gösta Ekman                 | Oscarsteatern                    |
| 1927 | Chanan                 | Dibbuk - Mellan tvenne världar S. Ansky                            | Robert Atkins               | Oscarsteatern                    |
| 1927 |                        | Spelet om kärleken och döden Romain Rolland                        | Rune Carlsten               | Oscarsteatern                    |
| 1928 | Bankir Rammer          | Rötmånad Erik Lindorm                                              | John W. Brunius             | Oscarsteatern                    |
| 1928 | Snake                  | Skandalskolan Richard Brinsley Sheridan                            | Johannes Poulsen            | Oscarsteatern                    |
| 1928 | Steve Crandall         | Broadway Philip Dunning och George Abbott                          | Mauritz Stiller             | Oscarsteatern                    |
| 1928 | Pechlin                | Gustaf III August Strindberg                                       | Rune Carlsten               | Oscarsteatern                    |
| 1928 |                        | Daglannet Bjørnstjerne Bjørnson                                    | Pauline Brunius             | Oscarsteatern                    |
| 1928 |                        | Julius Caesar William Shakespeare                                  | Rune Carlsten               | Oscarsteatern                    |
| 1929 |                        | Männen vid fronten Robert Cedric Sherriff                          | Thomas Warner               | Oscarsteatern                    |
| 1929 | Jack Gordon            | Dulcie George S. Kaufman och Marc Connelly                         | Tollie Zellman              | Oscarsteatern                    |
| 1929 | Steve Sankey           | Vid 37de gatan Elmer Rice                                          | Svend Gade                  | Oscarsteatern                    |
| 1930 | Hertigen av Buckingham | Henrik VIII William Shakespeare                                    | Thomas Warner               | Oscarsteatern                    |
| 1930 | Rodolfo Amendalaro     | En liten olycka Floyd Dell och Thomas Mitchell                     | Gösta Ekman                 | Oscarsteatern                    |
| 1930 | Jöran Persson          | Gustaf Vasa August Strindberg                                      | Gunnar Klintberg            | Oscarsteatern                    |
| 1930 | Ingenjör Lennert       | Kontraband Oscar Rydqvist                                          | Edvin Adolphson             | Mindre Teatern                   |
| 1930 | Sven Jenning           | Nyckelromanen Ragnar Josephson                                     | Erik Berglund               | Oscarsteatern                    |
| 1931 | Carlos Pinto           | Det svaga könet Édouard Bourdet                                    | Max Reinhardt               | Oscarsteatern                    |
| 1931 |                        | Ett tu tre Ferenc Molnár                                           | Bjørn Bjørnson              | Oscarsteatern                    |
| 1931 | Fred Gürtler           | Statister Richard Duschinsky                                       | Svend Gade                  | Oscarsteatern                    |
| 1931 | Baron de Grimm         | Mozart Sacha Guitry                                                | Ragnar Hyltén-Cavallius     | Oscarsteatern                    |
| 1932 | Raymond Dabney         | En gentleman? H.M. Harwood                                         | Pauline Brunius             | Oscarsteatern                    |
| 1932 | Marius                 | Fanny Marcel Pagnol                                                | Pauline Brunius             | Oscarsteatern                    |
| 1932 | Adam Adam-Hezdrel      | Guds gröna ängar Marc Connelly                                     | Olof Molander               | Dramaten                         |
| 1932 | Bratt                  | Över förmåga Björnstjerne Björnson                                 | Alf Sjöberg                 | Dramaten                         |
| 1933 | Gustav Eriksson Vasa   | Mäster Olof August Strindberg                                      | Olof Molander               | Dramaten                         |
| 1933 | Ramon Zara             | Damen i vitt Marcel Achard                                         | Rune Carlsten               | Dramaten                         |
| 1934 | Kapten Absolute        | Rivalerna Richard Brinsley Sheridan                                | Alf Sjöberg                 | Dramaten                         |
| 1934 | Ernst Wildt            | En hederlig man Sigfrid Siwertz                                    | Alf Sjöberg                 | Dramaten                         |
| 1935 | Antoine Flamery        | Trots allt Henry Bernstein                                         | Rune Carlsten               | Dramaten                         |
| 1936 | Bruno                  | Han som ville bli bedragen Fernand Crommelynck                     | Per Lindberg                | Vasateatern                      |
| 1938 | Claude                 | George and Margaret Gerald Savory                                  | Edvin Adolphson             | Oscarsteatern                    |
| 1939 | Harry Van              | Mitt i Europa Robert E. Sherwood                                   | Rune Carlsten               | Dramaten                         |
| 1939 |                        | Madame Sans Gêne Victorien Sardou och Émile Moreau                 | Olof Molander               | Oscarsteatern                    |
| 1940 | Benedikt               | Mycket väsen för ingenting William Shakespeare                     | Alf Sjöberg                 | Dramaten                         |
| 1940 | Petrucchio             | Så tuktas en argbigga William Shakespeare                          | Sandro Malmquist            | Oscarsteatern                    |
| 1942 | Frank O'Hara           | Kid Jackson Marcel Achard                                          | Olof Molander               | Vasateatern                      |
| 1943 | Den okände             | Vår hemliga dröm Robert Boissy                                     | Carlo Keil-Möller           | Dramaten                         |
| 1944 | Maxim de Winter        | Rebecca Daphne du Maurier                                          | Martha Lundholm             | Vasateatern                      |
| 1945 | Cyrano de Bergerac     | Cyrano de Bergerac Edmond Rostand                                  | Sandro Malmquist            | Malmö stadsteater                |
| 1946 | Petrucchio             | Så tuktas en argbigga William Shakespeare                          | Sandro Malmquist            | Malmö stadsteater                |
| 1947 | Cyrano de Bergerac     | Cyrano de Bergerac Edmond Rostand                                  | Sandro Malmquist            | Oscarsteatern                    |
| 1950 | Mackie Kniven          | Tolvskillingsoperan Bertolt Brecht och Kurt Weill                  | Ingmar Bergman              | Intiman                          |
| 1951 |                        | Premiär nästa måndag Philip King                                   | Gunnar Skoglund             | Norrköping-Linköping stadsteater |
| 1956 | Fadern                 | Graven under Triumfbågen Paul Raynal                               | Harry Roeck Hansen          | Blancheteatern                   |
| 1956 | Storpappa              | Katt på hett plåttak Tennessee Williams                            | Per Gerhard                 | Vasateatern                      |
| 1959 | Petruccio              | Så tuktas en argbigga William Shakespeare                          | Johan Falck Edvin Adolphson | Helsingborgs stadsteater         |
| 1960 | Stanley Harrington     | Femfingerövning Peter Shaffer                                      | Frank Sundström             | Helsingborgs stadsteater         |
| 1960 | Kapten Keller          | Miraklet William Gibson                                            | Per Gerhard                 | Vasateatern                      |

### Regi (ej komplett)
| År   | Produktion                                    | Upphovsmän                                           | Teater                                                    |
| ---- | --------------------------------------------- | ---------------------------------------------------- | --------------------------------------------------------- |
| 1930 | Kontraband                                    | Oscar Rydqvist                                       | Mindre Teatern                                            |
| 1937 | St Peters finger Anthony and Anna             | St. John Greer Ervine                                | Komediteatern                                             |
| 1938 | George and Margaret                           | Gerald Savory                                        | Oscarsteatern                                             |
| 1959 | Så tuktas en argbigga The Taming of the Shrew | William Shakespeare Översättning Carl August Hagberg | Helsingborgs stadsteater Regi tillsammans med Johan Falck |

## Radioteater

### Roller
| År   | Roll            | Produktion                     | Regi           |
| ---- | --------------- | ------------------------------ | -------------- |
| 1948 | Fredrik, kolare | Kolar-Fredik Inge Johansson    | Lars Madsén    |
| 1960 | Jon, en torpare | Jons födelsedag Inge Johansson | Helge Hagerman |